# Охорона і безпека праці в гірничій промисловості України
Охоро́на і безпе́ка пра́ці в гірни́чій промисло́вості Украї́ни (рос. охрана и безопасность труда в горной промышленности Украины; англ. labour protection and safety in the mining industry of Ukraine; нім. Arbeitsschutz m und Arbeitssicherheit f im Bergbau der Ukraine) — гірничі роботи пов'язані з рядом небезпек: тиск і обвали гірських порід, виділення шкідливих і небезпечних газів і пилу не лише для дихання людей, але і здатних горіти та вибухати, обмежений простір в гірничих виробках, висока температура і вологість, агресивні підземні води, значна глибина шахт (середня глибина шахт в Україні близько 750 м, низка шахт має глибину понад 1 000 м), небезпека раптових викидів вугілля (особливо в регіоні Донбасу), газів та газового пилу та інші шкідливі чинники. Крім того, більшість розроблюваних пластів завтовшки менше 1 м, що дуже ускладнює умови праці.
Негативний стан на більшості гірничих підприємств, склався на початку 1990-х років через недостатнє фінансування процесу оновлення основних виробничих фондів, побудови нових шахт замість тих, які вичерпали ресурси корисних копалин. Це сприяло і слугує збільшенню небезпеки робіт в гірничій промисловості: загрози вибухів, зростанню травматизму і професійних захворювань. В останні роки XX сторіччя, в Україні прийнято декілька важливих законодавчих актів, правових та технічних нормативних документів, які унормовують та регламентують питання охорони та безпеки праці (див. законодавство в гірництві). Зокрема велике значення має Закон України «Про охорону праці» (1992 р.), а також «Правила безпеки на вугільних шахтах України», затверджені наказом Міністерства праці та соціальної політики України у 2000 р., і Правила безпеки інших гірничодобувних підприємств. Закон декларував принцип державної політики в галузі охорони праці і встановив систему правових, соціально-економічних, організаційно-гігієнічних і лікувально-профілактичних заходів та засобів, спрямованих на збереження здоров'я і працездатності людини під час праці, а Правила безпеки деталізували такі заходи та засоби.
В Україні державна політика в галузі охорони здоров'я, ґрунтується на принципах: пріоритету життя і здоров'я працівників стосовно підсумків виробничої діяльності підприємства, повної відповідальності власника підприємства за створення безпечних та нешкідливих умов праці. Згідно з такою концепцією і Законом «Про охорону праці» та іншими нормативними актами, закладка, будівництво, оснащення устаткуванням та експлуатація шахт, кар'єрів та інших гірничих підприємств, повинні здійснюватися з дотриманням державних технічних нормативів і стандартів безпеки та екології. Виробничі об'єкти, споруди, устаткування, транспортні засоби, технологічні процеси, а також умови праці на робочих місцях (зокрема стан повітря в шахтах, на кар'єрах, його запиленість), стан засобів колективного та індивідуального захисту повинні відповідати нормативним актам про охорону праці та технічним вимогам до обладнання гірничих підприємств. Зокрема на вугільних шахтах України, обов'язкові до виконання вимоги щодо сертифікації устаткування і виробів та вимоги одержання обов'язкового дозволу їх експлуатації від органів Держнаглядохоронпраці та Держсанепідслужби. Крім того, Правилами безпеки встановлено ряд вимог щодо професійної підготовки робітників гірничих підприємств, їх медичного огляду і професійного відбору. Всі працівники повинні мати професійну освіту або пройти спеціальне навчання та підготовку до роботи в небезпечних умовах з почерговим інструктажем і підтвердженням знань правил безпеки. За Законом «Про охорону праці» власник шахти зобов'язаний створити у кожному структурному підрозділі і на робочому місці, умови праці відповідно до вимог нормативних актів, а також створити на підприємстві службу охорони праці. За цим законом гірники, зайняті на роботах з важкими та шкідливими умовами праці, безкоштовно забезпечуються лікувально-профілактичним харчуванням, молоком або рівноцінними харчовими продуктами, газованою солоною водою, мають право на оплачувані перерви санітарно-оздоровчого призначення, скорочення тривалості робочого часу, додаткову оплачувану відпустку, пільгову пенсію, оплату праці у підвищеному розмірі, інші пільги та відшкодування.
Власник шахти згідно з законодавством, зобов'язаний відшкодувати працівникові шкоду, заподіяну йому в разі каліцтва або інших ушкоджень здоров'я під час виконання трудових обов'язків, а також сплатити потерпілому (членам сім'ї померлого) одноразову допомогу. Власник відшкодовує потерпілому витрати на лікування (в тому числі санітарно-курортне), протезування, придбання транспортних засобів, догляд за ним та інші види медичної та санітарної допомоги. Відповідно до встановленого порядку, надає інвалідам праці, у тому числі не працюючим, допомогу у вирішенні соціально-побутових питань за їх рахунок, а по можливості — за рахунок підприємства. Здійснення таких заходів і вимог, встановлених законами та нормативними актами, дозволяє забезпечити охорону праці і безпеку гірничих робіт в Україні на рівні розвинутих країн Заходу.